# Saint-Witz
Saint-Witz és un municipi francès, situat al departament de Val-d'Oise i a la regió de Illa de França. L'any 2007 tenia 2.562 habitants.
Forma part del cantó de Goussainville, del districte de Sarcelles i de la Comunitat d'aglomeració Roissy Pays de France.

## Demografia

### Població
El 2007 la població de fet de Saint-Witz era de 2.562 persones. Hi havia 866 famílies, de les quals 124 eren unipersonals (44 homes vivint sols i 80 dones vivint soles), 225 parelles sense fills, 449 parelles amb fills i 68 famílies monoparentals amb fills.
La població ha evolucionat segons el següent gràfic:
Habitants censats

### Habitatges
El 2007 hi havia 907 habitatges, 871 eren l'habitatge principal de la família, 7 eren segones residències i 29 estaven desocupats. 831 eren cases i 72 eren apartaments. Dels 871 habitatges principals, 788 estaven ocupats pels seus propietaris, 66 estaven llogats i ocupats pels llogaters i 16 estaven cedits a títol gratuït; 18 tenien una cambra, 21 en tenien dues, 13 en tenien tres, 97 en tenien quatre i 721 en tenien cinc o més. 836 habitatges disposaven pel capbaix d'una plaça de pàrquing. A 276 habitatges hi havia un automòbil i a 580 n'hi havia dos o més.

### Piràmide de població
La piràmide de població per edats i sexe el 2009 era:
| Homes | Edats   | Dones |
| ----- | ------- | ----- |
| 0     | 95 o +  | 0     |
| 4     | 90 a 94 | 4     |
| 0     | 85 a 89 | 0     |
| 4     | 80 a 84 | 4     |
| 8     | 75 a 79 | 0     |
| 16    | 70 a 74 | 20    |
| 20    | 65 a 69 | 12    |
| 44    | 60 a 64 | 40    |
| 76    | 55 a 59 | 68    |
| 152   | 50 a 54 | 148   |
| 100   | 45 a 49 | 104   |
| 68    | 40 a 44 | 84    |
| 24    | 35 a 39 | 40    |
| 56    | 30 a 34 | 44    |
| 32    | 25 a 29 | 44    |
| 72    | 20 a 24 | 68    |
| 156   | 15 a 19 | 92    |
| 108   | 10 a 14 | 36    |
| 96    | 5 a 9   | 36    |
| 32    | 0 a 4   | 40    |

## Economia
El 2007 la població en edat de treballar era de 1.703 persones, 1.213 eren actives i 490 eren inactives. De les 1.213 persones actives 1.138 estaven ocupades (595 homes i 543 dones) i 75 estaven aturades (37 homes i 38 dones). De les 490 persones inactives 143 estaven jubilades, 215 estaven estudiant i 132 estaven classificades com a «altres inactius».

### Ingressos
El 2009 a Saint-Witz hi havia 846 unitats fiscals que integraven 2.581 persones, la mediana anual d'ingressos fiscals per persona era de 33.243 €.

### Activitats econòmiques
Dels 169 establiments que hi havia el 2007, 1 era d'una empresa extractiva, 7 d'empreses de fabricació d'altres productes industrials, 13 d'empreses de construcció, 36 d'empreses de comerç i reparació d'automòbils, 23 d'empreses de transport, 20 d'empreses d'hostatgeria i restauració, 5 d'empreses d'informació i comunicació, 11 d'empreses financeres, 10 d'empreses immobiliàries, 19 d'empreses de serveis, 16 d'entitats de l'administració pública i 8 d'empreses classificades com a «altres activitats de serveis».
Dels 23 establiments de servei als particulars que hi havia el 2009, 1 era una oficina bancària, 1 funerària, 2 tallers de reparació d'automòbils i de material agrícola, 1 paleta, 2 guixaires pintors, 2 fusteries, 3 lampisteries, 1 electricista, 1 perruqueria, 1 agència de treball temporal, 4 restaurants, 3 agències immobiliàries i 1 saló de bellesa.
Dels 6 establiments comercials que hi havia el 2009, 1 era un hipermercat, 1 una botiga de més de 120 m², 1 una botiga de menys de 120 m², 1 una fleca, 1 una peixateria i 1 una botiga de material de revestiment de parets i terra.

## Equipaments sanitaris i escolars
L'únic equipament sanitari que hi havia el 2009 era una farmàcia.
El 2009 hi havia 1 escola maternal i 1 escola elemental. Saint-Witz disposava d'un liceu d'ensenyament general amb 569 alumnes.

## Poblacions properes
El següent diagrama mostra les poblacions més properes.